# Bahnhof Lehrte
Der Bahnhof Lehrte ist ein 1843 errichteter Personen- und Güterbahnhof in der niedersächsischen Stadt Lehrte östlich von Hannover. Er ist ein wichtiger Kreuzungsbahnhof im Nord-Süd- und Ost-West-Güterverkehr in Deutschland. 2020 wurde der neue Megahub Lehrte, ein Containerumschlagbahnhof, eröffnet.

## Geschichte
Lehrte entwickelte sich bereits Mitte des 19. Jahrhunderts zu einem bedeutenden Eisenbahnknotenpunkt der Königlich Hannöverschen Staatseisenbahnen und wurde zu einer typischen sogenannten Eisenbahnerstadt. 1843 wurde die Eisenbahnstrecke Hannover–Peine über Lehrte gebaut, die in den folgenden Jahren nach Braunschweig verlängert und mit Seitenlinien von Lehrte nach Harburg über Celle und Lüneburg (1845) und nach Hildesheim (1846) verlängert wurde.
1844 entstand auch das Empfangsgebäude des Bahnhofes im klassizistischen Stil nach Plänen von Eduard Ferdinand Schwarz.
Die Berlin-Lehrter Eisenbahn wurde von der Magdeburg-Halberstädter Eisenbahngesellschaft (MHE) gebaut und 1871 durchgängig eröffnet. Sie stand in Konkurrenz zu der bereits bestehenden Bahnlinie über Magdeburg und Braunschweig. Endpunkt der Bahn war in Berlin der Lehrter Bahnhof, der 1958 abgerissen wurde. Der nahe dieser Stelle befindliche neue Berliner Hauptbahnhof erinnerte mit dem Namenszusatz „Lehrter Bahnhof“ noch daran.
Weil der zunehmende Verkehr den Zugang zum Bahnhof erschwerte, wurde 1894 südöstlich des Empfangsgebäudes ein Zugangstunnel gebaut, der von beiden Seiten erreichbar war. Nordwestlich wurde gleichzeitig ein Tunnel gebaut, über den die Bahnsteige erreichbar waren. 1981 wurden beide Tunnel durch einen neuen Tunnel, der unter dem Empfangsgebäude entlang läuft, ersetzt.
Die Bahnstrecke nach Hildesheim, die die südliche Kernstadt in eine westliche und östliche Hälfte teilte, wurde 1990 umgelegt und östlich von Lehrte an das Streckennetz wieder angeschlossen. Hierdurch ergab sie eine lang erwünschte Verkehrsentlastung im Bereich des Stadtkerns. Der alte Bahndamm wurde als innerstädtischer Grünzug neu gestaltet. Die für Lehrte typischen Bahnschranken waren damit in der Kernstadt verschwunden.
1998 wurde die Schnellfahrstrecke von Hannover über Lehrte an der alten Berlin-Lehrter Eisenbahn entlang über Meinersen, Gifhorn, Wolfsburg, Oebisfelde, Stendal und Spandau nach Berlin eröffnet. Lehrte ist heute Nahverkehrsstation. ICE und IC in Richtung Berlin und die IC in Richtung Leipzig fahren durch.
1999/2000 wurde der Bahnhof umgebaut und die Bahnsteige an den Gleisen 1–3 und 13/14 auf 76 cm erhöht, am Gleis 11 erst 2003.
Bis zum Sommer 2008 wurde der Knoten in Lehrte erneut umgestaltet, um Güterzügen von der Güterumgehungsbahn und aus Celle eine kreuzungsfreie Fahrtmöglichkeit nach Hildesheim und Braunschweig zu geben, die Gleise der Schnellfahrstrecke wurden dafür hochgelegt. Die Fernzüge Berlin–Hannover und Hannover–Braunschweig können Lehrte seitdem mit 120 km/h durchfahren.
Ein im August 2021 veröffentlichter Entwurf für die Infrastrukturliste zum 3. Gutachterentwurfs des Deutschlandtakts enthält eine Überwerfung „Lehrte West – Lehrte Nord“ zur Entmischung von S-Bahn- und Güterverkehr. Dafür sind, zum Preisstand von 2015, Kosten von 109 Millionen Euro geplant. Für weitere 27 Millionen sollen „zusätzliche Gleisachsen und Weichen“ im Ostkopf des Bahnhofs entstehen, um die Güterverkehre der Relationen Celle–Hildesheim und Lehrte–Braunschweig zu entmischen.
Die Deutsche Bahn plant im Rahmen des Projekts „Kapazitive Optimierung Knoten Lehrte“ eine Reihe von Maßnahmen, mit denen die Verkehrsströme von Personen- und Güterverkehr im Knoten weitgehend aufgelöst und Engpässe aufgelöst werden sollen. Vorgesehen sind unter anderem zwei neue Überwerfungsbauwerke (Lehrte Nord und Lehrte West) sowie verschiedene neue Gleise und Gleisverbindungen.[veraltet]

## Verbindungen
Für den Personennahverkehr ist Lehrte ein wichtiger Knotenpunkt im Großraum-Verkehr Hannover (GVH) mit Anschluss an die S-Bahn Hannover. Unter anderem halten oder enden Zugverbindungen verschiedener Kategorien von/nach Bielefeld, Braunschweig, Celle, Hannover, Hildesheim, Rheine und Wolfsburg in Lehrte. Zwischen August und Dezember 2017 hielt der private Fernzug Locomore bzw. Flixtrain zwei- bis viermal am Tag in Lehrte.
| Linie                    | Verlauf | Takt                                                                       | Betreiber         |
| ------------------------ | --- | -------------------------------------------------------------------------- | ----------------- |
| RE 30                    | Wolfsburg – Fallersleben – Calberlah – Leiferde – Meinersen – Dedenhausen – Dollbergen – Immensen-Arpke – Lehrte – Hannover \|\| 60 min \|\| Metronom (Enno) |                                                                            |                   |
| RE 60                    | Ems-Leine-Express: Rheine – Hörstel – Ibbenbüren-Esch – Ibbenbüren – Ibbenbüren-Laggenbeck – Osnabrück Altstadt – Osnabrück Hbf – Melle – Bünde (Westf) – Kirchlengern – Löhne (Westf) – Bad Oeynhausen – Porta Westfalica – Minden (Westf) – Bückeburg – Stadthagen – Haste (Han) – Wunstorf – Hannover Hbf – Lehrte – Hämelerwald – Vöhrum – Peine – Vechelde – Braunschweig Hbf Stand: Fahrplanwechsel Dezember 2021 | 120 min                                                                    | WestfalenBahn     |
| RE 70                    | Weser-Leine-Express: Bielefeld Hbf – Herford – Löhne (Westf) – Bad Oeynhausen – Porta Westfalica – Minden (West) – Bückeburg – (Kirchhorsten –)* Stadthagen – (Lindhorst (Schaumb-Lippe) –)* Haste – Wunstorf – Hannover Hbf – Lehrte – Hämelerwald – Vöhrum – Peine – Vechelde – Braunschweig Hbf * nur einzelne Züge im Berufsverkehr Stand: Fahrplanwechsel Dezember 2021                                            | 120 min (Bielefeld–Braunschweig) 60 min (zusätzlich Hannover–Braunschweig) | WestfalenBahn     |
| S 3                      | Hildesheim – Harsum – Algermissen – Sehnde – Lehrte – Ahlten – Hannover-Anderten-Misburg – Hannover Karl-Wiechert-Allee – Hannover-Kleefeld – Hannover Hbf Stand: Fahrplanwechsel Dezember 2021 | 60 min (zur HVZ zus. Züge Hildesheim–Lehrte)                               | Transdev Hannover |
| S 7                      | Celle – Ehlershausen – Otze – Burgdorf (Han) – Aligse – Lehrte – Ahlten – Hannover-Anderten-Misburg – Hannover Karl-Wiechert-Allee – Hannover-Kleefeld – Hannover Hbf Stand: Fahrplanwechsel Dezember 2021 | 60 min                                                                     | Transdev Hannover |
| Stand: 12. Dezember 2021 | |                                                                            |                   |

## Rangierbahnhof
Der ehemalige Rangierbahnhof am Schnittpunkt der Nord-Süd- und Ost-West-Güterstrecken wurde ab 1880 im Westen des Personenbahnhofes angelegt. Er wurde mehrfach erweitert. 1906 wurde er eine selbstständige Dienststelle. Nach seiner Stilllegung am 1. Januar 1964 wurde er um die Hälfte seiner bisherigen Anlagen verkleinert und zum Abstellen und zum Umspannen von Zügen genutzt. Als zentraler Rangierbahnhof der Region Hannover wurde in den 1960er Jahren Seelze im Westen der niedersächsischen Landeshauptstadt ausgebaut.

## Gleisaufteilung

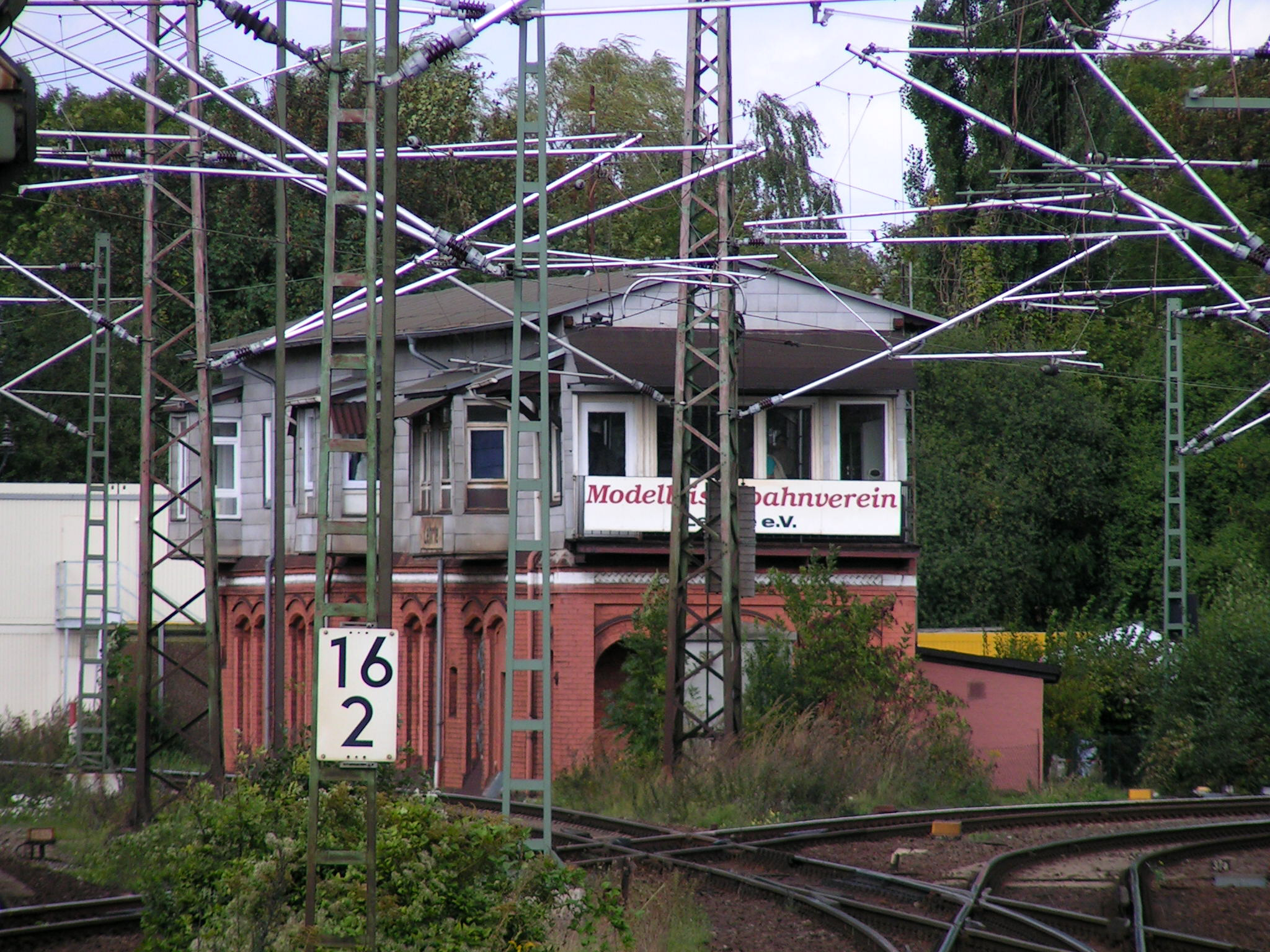
Ehemaliges Stellwerk, an dem sich die Strecken nach Hannover (links) und Celle (rechts) trennen

Der Lehrter Personenbahnhof verfügt nach dem Umbau im Jahr 2000 über drei Gleise auf der „Westseite“ (1–3) und vier auf der „Ostseite“ (11–14). Gleis 1 dient hauptsächlich den Regionalzügen (RE30, RE60, RE70) und den durchfahrenden Fernverkehrszügen Richtung Hannover. Gleis 2 dient ebenfalls den Regionalzügen und den durchfahrenden Fernverkehrszügen in entgegengesetzte Richtung (Wolfsburg und Braunschweig). Gleis 3 wird als Ausweichgleis und von Verstärkungszügen Richtung Hildesheim und Wolfsburg genutzt. Gleis 11 wird von den S-Bahnlinien 3 (Richtung Hildesheim) und 7 (Wendezug aus Celle, Richtung Hannover), und Güterzügen (in allen Richtungen) genutzt. Gleis 12 wird aktuell (2019) im Personenverkehr nicht fahrplanmäßig genutzt und wird als Durchfahrtsgleis für Güterzüge verwendet, es hat keinen Anschluss an die Strecke nach Celle. An Gleis 13 hält die S-Bahnlinie 3 aus Hildesheim Richtung Hannover Hbf. Die S-Bahnlinie 7 aus Hannover wendet auf Gleis 14, um die Fahrt nach Celle fortzusetzen. Gleis 13 und 14 werden außerdem von Güterzügen in alle Richtungen genutzt.
Vor dem Umbau 2000 wurde der Bahnhof weitgehend im Richtungsbetrieb betrieben. Züge Richtung Osten und Süden verkehrten an Gleis 1–3, Züge in Richtung Westen und Norden an Gleis 11–14.

## Megahub

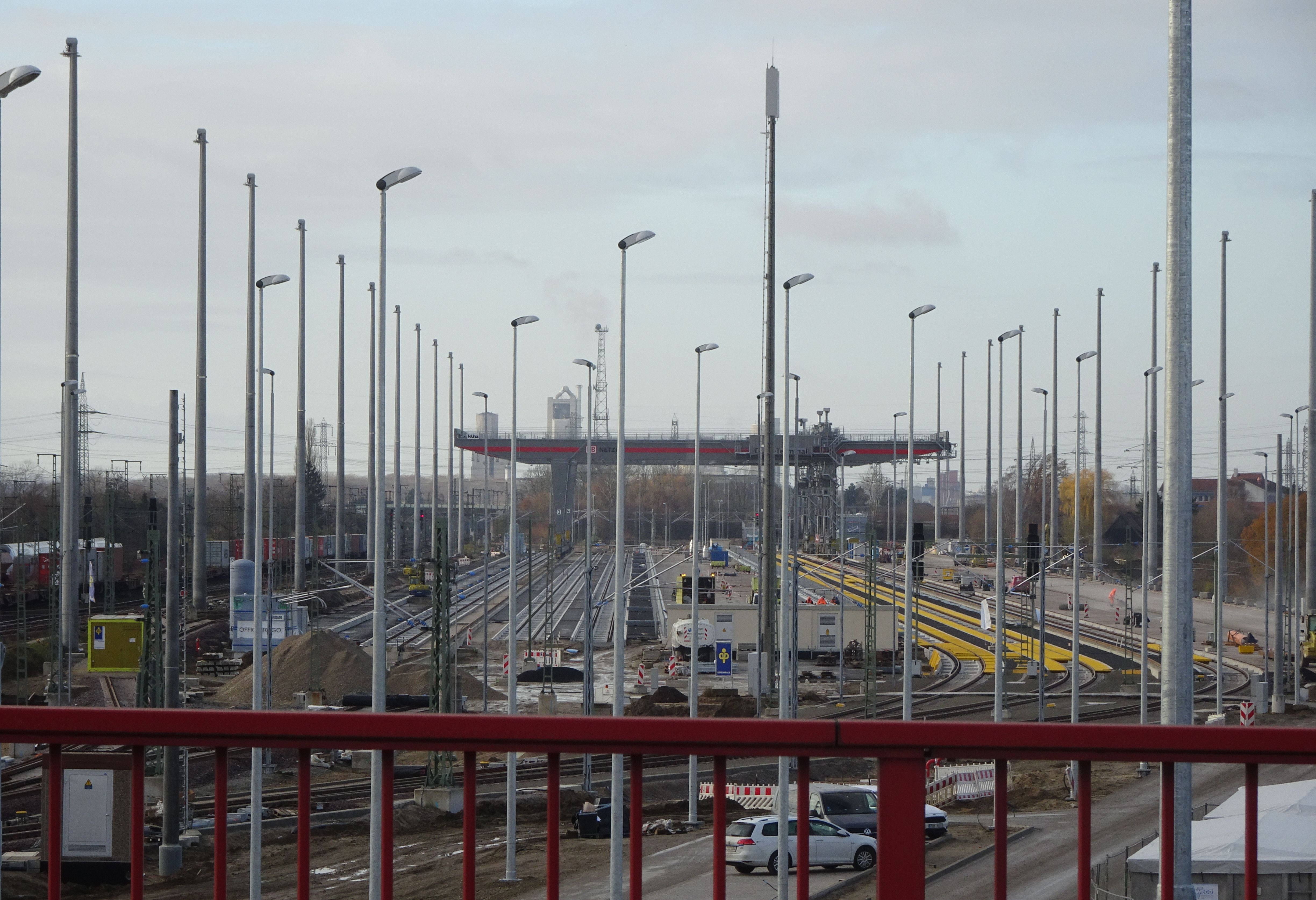
MegaHub Lehrte, Bauzustand Ende November 2019

Seit 1997 gab es Pläne zum Bau einer Schnellumschlaganlage Lehrte als Ersatz für die Anlage im Bahnhof Hannover-Linden. Das Planfeststellungsverfahren zum Bau des Megahubs, eine Schnellumschlaganlage für den Kombinierten Verkehr, wurde am 14. April 2005 abgeschlossen. Im November 2011 einigten sich die DB Netz AG und das Bundesverkehrsministerium auf eine Finanzierungsvereinbarung. Das Verkehrsministerium stellte hierfür in seinen Investitionsrahmenplan 2011–2015 77,1 Millionen Euro ein. Der Baubeginn war zunächst für 2012 geplant.
Aufgrund von ungeklärten Detailfragen und Bedenken der Stadtverwaltung Lehrte sowie von Anwohnern (u. a. Schallschutz), die sich infolge erst Ende 2013 kommunizierter kurzfristiger Konzeptänderungen seitens der Bahn ergaben, verzögerte sich der Baubeginn jedoch. Vorbereitende Baumaßnahmen wurden bereits vor 2015 getätigt. Das Änderungsverfahren wurde ab 2015 als Planfeststellungsverfahren mit öffentlichem Anhörungsverfahren durchgeführt, da die Stadt Lehrte die Auffassung vertrat, die Änderungen seien nicht unwesentlich und berührten die Interessen der Wohnbevölkerung. Eine Entscheidung des Eisenbahn-Bundesamtes über alle eingegangenen Stellungnahmen erfolgte am 19. Februar 2018. Im Frühjahr 2017 sah eine Information der DB Netz AG die Fertigstellung für das Jahr 2019 vor. Offizieller Baubeginn war am 15. Mai 2018. Im Februar 2019 hielt die Bahn am Termin Ende 2019 für den Beginn des Probebetriebes fest. Der Termin wurde eingehalten. Am 15. Juni 2020 wurde der Regelbetrieb aufgenommen.
Die Besonderheit gegenüber anderen Containerbahnhöfen, die dem Megahub auch seinen Namen gab, ist das Anlagendesign für einen direkten Umschlag von Containern zwischen bis zu sechs Zügen, z. B. zwischen der Ost-West- und Nord-Süd-Richtung. Bund und Bahn investierten insgesamt rund 170 Millionen Euro.
Die Anlage besteht aus zwei Gleissystemen mit je drei Gleisen. Diese sind für Zuglängen von 740 m ausgelegt und werden von drei 82 m breiten Portalkranen überspannt. Daneben werden die Container über fahrerlose Transportfahrzeuge umgeschlagen, die auf einer abgesperrten Betonbahn zwischen den Gleisen verkehren.
Der ehemalige Rangierbahnhof Lehrte wurde hierfür in einen Container-Umschlagbahnhof für den Seehafenhinterlandverkehr („Hub and Spoke“) umgebaut. Hier werden Container zwischen Zügen sowie zwischen Lkw und Güterzug umgeschlagen. Dabei ist das Rangieren einzelner Waggons überflüssig.
Von hier aus sollen Containerzüge direkt zu den Frachtterminals in Ludwigshafen, Lübeck, Kiel, Hamburg und München sowie in Malmö in Schweden starten.
Nördlich des Bahnhofs entwickelt die Region Hannover das 4,7 Hektar große Güterverkehrszentrum Hannover-Lehrte.

## Bahnbetriebswerk
Sei dem Bau des Bahnhofes gab es auch Einrichtungen zur Lokbehandlung und einen sechsständigen Lokschuppen. Die Anlagen wurden mehrfach erweitert und verlegt. Am 29. Mai 1976 wurde das selbstständige Bahnbetriebswerk Lehrte aufgelöst. Es wurde zu einer Personaleinsatzstelle des Bahnbetriebswerkes Hildesheim.

## Lyrik
Das Gedicht Neulich in Lehrte von Christian Maintz handelt von einer Begegnung auf dem Bahnhof Lehrte.